# Andy Brings
Andy Brings (* 10. Juni 1971 in Mülheim an der Ruhr, bürgerlich Andreas Brings) ist ein deutscher Musiker, Produzent und Filmemacher. Bekannt wurde er Anfang der 1990er Jahre als Gitarrist der Thrash-Metal-Band Sodom. Er steht nicht in Beziehung zur Kölner Band Brings.

## Leben und Karriere
Andy Brings absolvierte nach diversen Schulwechseln sein Abitur 1992 am Berufskolleg Lehnerstraße in Mülheim an der Ruhr.

### Sodom (1991–1994)
Während seiner Schulzeit war Andy Brings als Fanzine-Macher und Gitarrist in diversen lokalen Bands tätig (u. a. Banshee, Megaschlimm), die aber über Demoaufnahmen nicht hinauskamen. Noch während der 13. Klasse stieg der Hobbymusiker Ende 1991 bei der Profiband Sodom ein, beendete aber noch sein Abitur. Der Einstieg bei Sodom läutete seine Karriere als Profimusiker ein. 1994 verließ Andy Brings Sodom wegen interner Streitigkeiten.

### The Traceelords (1997–2006)
Im Jahr 1997 gründete Andy Brings „Andy & The Traceelords“, später nur noch „The Traceelords“ Zuvor war unter dem Namen Andy Brings Band auf einem Rock-Hard-Sampler ein erster Solosong erschienen. Die Band veröffentlichte drei Alben und wurde von Andy Brings am 30. Dezember 2006, kurz nach ihrem Warm-up-Auftritt für das Silvester-Konzert von Die Ärzte, aufgelöst.

### Powergod (1998–2006)
1998 gründete Andy Brings unter dem Pseudonym „Riff Randall“ die Power-Metal-Band Powergod, zusammen mit Haan Hartman alias „Hama Hart“. Die Pseudonyme wählten die Mitglieder, um ihre Hauptband „The Traceelords“ zu schützen und den satirischen Ansatz des Projekts zu unterstreichen. Ursprünglich als Spaßnebenprojekt geplant, erhielt Powergod nach einem Artikel im Szenemagazin Rock Hard Angebote von Plattenfirmen. Fortan wurde die Band mit diversen Besetzungswechseln bis 2006 weitergeführt.

### Andy Brings solo (2007–2013 und 2020)
2008 veröffentlichte Andy Brings mit Wildes Mädchen seine erste Solosingle. Sie platzierte sich in den Top 100 der deutschen Charts. Drei Jahre später folgte das Soloalbum „Rock ‚n‘ Roll“.
Zudem war Andy Brings nach seiner Zeit bei The Traceelords als Produzent tätig, unter anderem bei Yuppie Club, Seafoam Green, El Postre, Spiral Tower, Twyster, verschiedenen offiziellen Fußball-Fan-CDs (Bayer 04 Leverkusen, VfL Wolfsburg, Borussia Dortmund, Hannover 96, Borussia Mönchengladbach), Die Gesandten, Blackwell, King’s Tonic, Jesus on Extasy, Onkel Tom, Powerball, Die Knappen, Lee´s Request und Preacher.
In den Jahren 2007, 2012 und 2013 begleitete er Tuff und Pretty Boy Floyd auf ihren England- und Europatourneen als Gitarrist. 2021 erschien die Single Raumschiff nach Hawaii. Den dazugehörigen Cartoon und das Animation im Videoclip stammen von Oli Hilbring. Ebenfalls 2021 erschienen die limitierte CD Rosenduft & Flieder und die Single Monster und danach die Single Tik Tak.
2022 erschien das Album "Süden" von ANDY BRINGS & BAND, die Band spielte live bei "Bochum Total".
Im Sommer 2022 war Andy Brings "featured Jurymember" in der Sat1-Show "All Together Now".
2023 erschien die Single "Das Herz und die Seele".
Im Frühjahr 2024 erschien die Single "Nicht mein Zirkus".

### Double Crush Syndrome
2013 gründete Andy Brings die Band Double Crush Syndrome mit Aurora Steffens und Markus Herzog. Die aktuelle Besetzung besteht aus Andy Brings (Gesang, Gitarre), Markus Herzog (Schlagzeug) und Slick Prolidol (Bass, Gesang).
Zwischen 2013 und 2016 war die Band ohne Label, die erste CD The You Filter veröffentlichten sie in Eigenregie. Mit Bands wie J.B.O., Ohrenfeindt, Doro Pesch, Hardcore Superstar, Sebastian Bach (ex-Skid Row) gingen Double Crush Syndrome auf Tour und spielten zudem diverse Konzerte u. a. mit Loudness, W.A.S.P., Miyavi, The 69 Cats und Ugly Kid Joe.
2016 nahm die Plattenfirma Arising Empire Double Crush Syndrome unter Vertrag. Nach der Vinylsingle Die For Rock´n´Roll (2016) erschien ein Jahr später das gleichnamige Album, das von Andy Brings produziert wurde und sich in die Top 50 der deutschen Charts platzieren konnte. Nach diversen Tourneen, zum Beispiel durch England mit Steve ’n’ Seagulls und durch Deutschland, sowie einigen Festivalauftritten, tourte die Band 2018 als Special Guest mit Skid Row durch Deutschland und Spanien.
Im Sommer 2019 trat die Band zum ersten Mal in Moskau auf. Am 18. August 2019 präsentierte Double Crush Syndrome in der TV-Show „ZDF-Fernsehgarten“ eine Coverversion von Andy Borgs Die berühmten drei Worte.
Im Oktober 2019 erschien mit einjähriger Verspätung das von Uwe Hoffmann (u. a. Die Ärzte, Sportfreunde Stiller) und Andy Brings produzierte Album Death to Pop bei Arising Empire.
Eine für Januar 2020 geplante Headliner-Tour durch Europa wurde im November 2019 aus persönlichen und gesundheitlichen Gründen abgesagt. Ein erneutes Lebenszeichen der Band gab es im Mai 2020: Am 30. Mai spielt Double Crush Syndrome auf dem Flughafen Essen/Mülheim ein Konzert im Rahmen einer Autokino-Vorführung des Andy-Brings-Films „Full Circle – Last Exit Rock 'n' Roll“.
Im Sommer 2021 erschien der Song „Passion (is never out of fashion)“ auf einem Sampler für den Kult-Club „FREAK SHOW“ in Essen.
Die Band spielte im Juli 2021 ein ausverkauftes Konzert in Mülheim a.d. Ruhr.
Im Herbst 2023 erschien die Single "Strawberries".
Im Mai 2024 ging DCS mit ex-RAMONES Drummer Marky Ramones Band auf Spanien-Tour.
Es folgten weitere Festivalauftritte.

### FULL CIRCLE – Last Exit Rock´n´Roll (2018)
Full Circle – Last Exit Rock ´n´ Roll ist ein Kinofilm von und mit Andy Brings, den er zusammen mit Popo Chanel, Jan Weiner, Alexander Waldhelm und Christian Boenisch realisierte. Mit dabei sind u. a. Doro Pesch, Tom Angelripper, Liz Baffoe, Skid Row, und Andy Brings´ Mutter Hildegard Brings. Der Film basiert auf Andy Brings' Lebensgeschichte und erzählt seinen Weg vom Fanboy bis zur Tour mit seiner Lieblingsband Skid Row und warum und wie Überzeugungstäter machen was sie machen. Die Weltpremiere fand am 12. September 2018 in der ausverkauften Lichtburg in Essen statt. Es folgten mehrere bundesweite Ausstrahlungen in Kinos der Cinestar Multiplex-Gruppe. Der Film erschien im April 2019 als Blu-ray bei Arising Empire/Warner und digital bei Universum Film.

## Politische Tätigkeit
Im März 2020 gab Andy Brings seine Kandidatur für das Amt des Oberbürgermeisters in seiner Heimatstadt Mülheim a.d. Ruhr bekannt. Er kandidierte für Die PARTEI und belegte mit sechs Prozent der abgegebenen Stimmen den sechsten Platz von zehn Kandidaten.

## Veröffentlichungen

### Mit Sodom
- 1992: Tapping the vein
- 1993: Aber bitte mit Sahne (EP)
- 1994: Get What You Deserve
- 1994: Marooned – live
- 1994: Live in der Zeche Carl
- 2005: Lords of Depravity (DVD)
- 2010: Lords of Depravity Pt. II (DVD)

### Mit The Traceelords
siehe The Traceelords#Diskografie

### Mit Powergod
- 1999: Evilution Part I
- 2000: Back to attack – Evilution Part II
- 2001: Bleed for the Gods – That´s Metal Lesson I
- 2002: Nemesis – Evilution Part III
- 2005: Long Live the Loud – That´s Metal Lesson II

### Als Andy Brings
- 2008: Wildes Mädchen (Single)
- 2010: Rock ´n Roll
- 2012: Sexy Hexy Killcommando
- 2020: Anker (Single)
- 2021: Raumschiff nach Hawaii (Single)
- 2021: Rosenduft & Flieder (Limitierte CD)
- 2021: Monster (Single)
- 2021: Tik Tak (Single)
- 2022: Süden (Album)

### Mit Double Crush Syndrome
- 2013: The You Filter
- 2016: Die for Rock´n´Roll (Single)
- 2017: Die for Rock´n´Roll
- 2018: Flash & Blood
- 2019: Death to Pop

### Als Produzent
Sodom, Onkel Tom, Kings Tonic, Metal Inc, Preacher, Spiral Tower, Preacher, Michael Antony Austin, Double Crush Syndrome, Deimos´ Dawn u. a.

## Auftritte in Filmen
2014: Eyowa (Underground Horror)
2017: Pottkinder
2018: Full Circle – Last Exit Rock´n´Roll
2020: Beziehungen – Kein schöner Land
2023: Darf ich das so schreiben?